# Gęsia Szyja

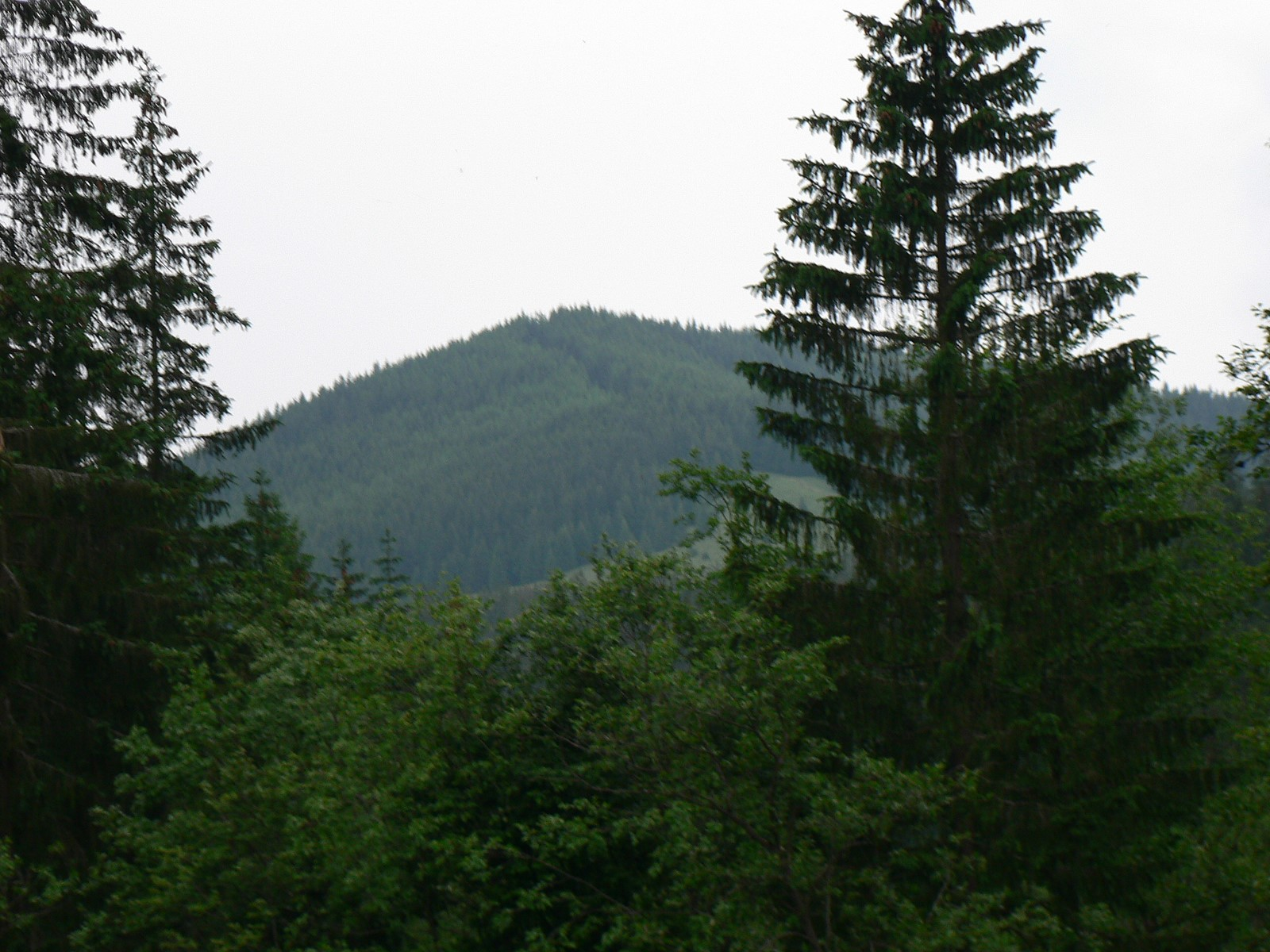
Gęsia Szyja widziana z Łysej Polany

Gęsia Szyja (1489 m) – szczyt w reglowej części Tatr Wysokich. Jest najwyższy w grupie masywu o tej samej nazwie. Grupę Gęsiej Szyi od masywu Koszystej oddziela Rówień Waksmundzka. Dawniej nazwa Gęsia Szyja dotyczyła tylko wąskiego i wygiętego upłazu na wschodnim grzbiecie, od strony Rusinowej Polany. Jego kształt przypominał góralom gęsią szyję. Później nazwę tę zastosowano do całego masywu.

## Topografia
Od wierzchołka Gęsiej Szyi odchodzą cztery ramiona:
- ramię wschodnie, niżej skręcające w kierunku północno-wschodnim. Schodzi trawiastymi tarasami w kierunku Rusinowej Polany. Na jego przedłużeniu, już poza Rusinową Polaną, znajduje się Goły Wierch (1206 m) zaliczany jeszcze do Tatr. Biegnący od niego na południe grzbiet to już Pogórze Bukowińskie[1],
- północno-wschodnia grzęda o nazwie Złoty Wierch, oddzielająca Dolinę Złotą od równoległej, bezimiennej dolinki,
- północna grzęda opadająca w widły Filipczańskiego Potoku i Złotego Potoku. Jej dolna część to Wiktorówki. Powyżej Wiktorówek w kierunku północno-wschodnim odgałęzia się grzęda Wojskowy Zrąb oddzielająca dolinki dwóch dopływów Złotego Potoku,
- południowo-wschodni grzbiet, który poprzez Przysłop Waksmundzki łączy Gęsią Szyję z Ostrym Wierchem Waksmundzkim i Kopami Sołtysimi[2].

Gęsia Szyja znajduje się pomiędzy dwiema dużymi dolinami walnymi: Doliną Suchej Wody (od zachodu) oraz Doliną Białki (od wschodu) i jej odnogami: Doliną Waksmundzką (od południa), doliną Filipką (od północnego zachodu), a od północy z jej odnogą – Doliną Złotą.

## Opis szczytu
Wierzchołkowa część grzbietu Gęsiej Szyi zbudowana jest z dolomitowych skałek wypiętrzonych na ok. 15 m (tzw. Waksmundzkie Skałki). Już z Rusinowej Polany, a także z drogi na szczyt i samego wierzchołka, można podziwiać szeroką panoramę Tatr od Tatr Bielskich przez Tatry Wysokie do Tatr Zachodnich. Z polany widoczne są Tatry Bielskie i Wysokie do Mięguszowieckich Szczytów. Panorama była propagowana przez Tytusa Chałubińskiego jako „widok na 100 szczytów i przełęczy” już w 1878 r.
Jako pierwsi zimą na Gęsią Szyję weszli Józef Borkowski i Mariusz Zaruski na nartach 4 kwietnia 1907.
Bogata flora roślin wapieniolubnych. W 2007 r. znaleziono tutaj jedno z nielicznych w Polsce stanowisk tojadu mocnego morawskiego.

## Szlaki turystyczne
Wierchporoniec – Dolina Gąsienicowa. Ze szczytu schodzi na Przysłop Waksmundzki, za którym na Równi Waksmundzkiej krzyżuje się ze szlakiem z Toporowej Cyrhli do Wodogrzmotów Mickiewicza. W dolinie Pańszczycy odchodzi od niego łącznikowy szlak w kierunku przełęczy Krzyżne.